# Cardinal Lake
Cardinal Lake är en sjö i Kanada.   Den ligger i provinsen Alberta, i den centrala delen av landet, 3 100 km väster om huvudstaden Ottawa. Cardinal Lake ligger 640 meter över havet. Arean är 50 kvadratkilometer. Den sträcker sig 10,7 kilometer i nord-sydlig riktning, och 13,7 kilometer i öst-västlig riktning.
Trakten runt Cardinal Lake består till största delen av jordbruksmark. Runt Cardinal Lake är det mycket glesbefolkat, med 2 invånare per kvadratkilometer.